# Zoomcar.fr
 (juillet 2025).
Motif : Réelle notoriété encyclopédique pour cette entreprise de 30 personnes ?
- Archive Wikiwix
- Bing
- Cairn
- DuckDuckGo
- E. Universalis
- Gallica
- Google
- G. Books
- G. News
- G. Scholar
- Persée
- Qwant
- (zh) Baidu
- (ru) Yandex

| 1. | Préciser le motif de la pose du bandeau. | Précisez le motif de la pose du bandeau en utilisant la syntaxe suivante : {{admissibilité à vérifier\|date=juillet 2025\|motif=remplacez ce texte par le motif}}               |
| 2. | Informer les utilisateurs concernés.     | Pensez à avertir le créateur de l'article, par exemple, en insérant le code ci-dessous sur sa page de discussion : {{subst:avertissement admissibilité à vérifier\|Zoomcar.fr}} |

 (juillet 2025).
Zoomcar.fr est un site français de vente de véhicules d'occasion lancé en 1er juin 2014. La plateforme se distingue par son modèle économique basé sur le paiement à la performance pour les professionnels de l'automobile. Zoomcar.fr devient une filiale du Groupe Ouest-France en septembre 2024.

## Histoire

### Création et développement initial
Zoomcar.fr est créé le 1er juin 2014 au sein de l'équipe Ouest-France Auto sous l'impulsion de Didier Mahé. Le projet répond à l'objectif de couvrir l'ensemble du territoire français et de proposer un modèle économique basé sur la performance aux clients professionnels de l'automobile.
Initialement conçu comme un laboratoire d'idées et d'innovation, le site sert à tester des optimisations avant leur application sur ouestfrance-auto.com. Le nom « zoomcar » provient d'une plaisanterie de collaborateurs qui, en 2014, jouent avec le mot « zumba », pratique sportive alors en plein essor.[source secondaire nécessaire]
Le site nécessite deux années de développement avant son lancement opérationnel.

### Évolution du modèle d'affaires
En 2018, zoomcar.fr passe à un modèle de collaboration exclusivement dédié aux professionnels. Cette transition marque l'abandon de la diffusion d'annonces de particuliers au profit d'une approche entièrement B2B[source secondaire nécessaire].

### Filialisation
En septembre 2024, zoomcar.fr devient une filiale du Groupe Ouest-France, avec deux investisseurs : Additi et HDD, une holding d'acteurs de l'automobile. Cette évolution fait suite à une réflexion entamée dès 2019 pour embarquer davantage d'investisseurs, projet retardé par la pandémie de Covid-19[source secondaire nécessaire].

## Organisation

### Structure juridique
Zoomcar.fr est constitué sous la forme d'une société par actions simplifiée (SAS) avec un capital social de 1 600 000 euros. Son siège social est situé au 10 rue du Breil à Rennes (Ille-et-Vilaine).

## Activités

### Modèle économique
La plateforme tente de se démarquer via son modèle économique basé sur le paiement à la performance. En comparaison des sites traditionnels fonctionnant par abonnement ou packs d'annonces, les professionnels paient sur zoomcar.fr les contacts qualifiés générés.
Le coût d'un contact est fixe, avec des mécanismes de déduplication pour éviter les doubles facturations. Les professionnels doivent installer un système de traçage téléphonique (phone tracer) pour utiliser le service[pertinence contestée].

### Innovations technologiques
En septembre 2017, zoomcar.fr annonce être le premier site français à intégrer la présentation en format 360 degrés pour ses véhicules, en partenariat avec la société Stampyt.

## Données économiques
En 2024, zoomcar.fr réalise un chiffre d'affaires de 3,1 millions d'euros. L'entreprise emploie 30 collaborateurs en 2025.
À fin février 2025, la plateforme recense près de 190 000 voitures d'occasion, auxquelles s'ajoutent plus de 13 000 véhicules utilitaires et 2 700 véhicules de loisirs.

## Communication
En mars 2025, zoomcar.fr lance sa première campagne de publicité télévisée nationale avec le slogan « Ça démarre bien ».